# Sant Crist de Sant Agustí
La imatge del Sant Crist de Sant Agustí de la ciutat de Granada, considerat com a Sagrat Protector de la nomenada capital andalusa, és una obra renaixentista del mestre italià Jacobo Torni "Il Florentino"(1476-1536), deixeble de Miquel Àngel.

## Anàlisi
Aquesta imatge de Crist, actualment és lloada al convent franciscà del Sant Àngel Custodi, de Granada. Es tracta d'una escultura de talla sencera, i de vestir, concebuda en fusta de noguera que fa 1,92 metres d'alçada i policromada. Presenta, a més a més, cabell de pél natural amb nimbus i corona de plata sobreposada, del segle xviii. Aquest Crist, de forma singular, descansa sobre una creu de d'argent treballada amb motius florals, vegetals i solars; pertanyent, també, al segle xviii. Es tracta d'una obra simètrica excepte pel cap que mostra una lleu inclinació cap a la dreta; el seu moviment és inert degut a la concepció de l'escultura: Crist després de la seva expiració. El rictus reflecteix de forma visible el dolor i l'esgotament sobrevingut sobre el seu propi pes. Tal com s'ha fet referència, al presentar un talla sencera recobreixen la zona genital un sudari curt de teles nobles o faldilla amb rics bordaments.
Degut a l'antiguitat va haver d'ésser restaurada el 1997 per Enrique Gutiérrez Carrasquilla, de l'Institut Andalus de Patrimoni Històric (I.A.P.H).

## Context històric
Al segle xvii, durant el gran ressorgiment barroc d'Andalusia, proliferen en gran manera la construcció de convents i monestirs, cosa que va fomentar la creació d'imatges religioses per la seva decoració i ambientació per a l'oració comú de fidels i religiosos.
És també en aquest segle quan s'estén arreu d'Europa la coneguda pesta bubònica que a Espanya va fer grans destrosses, sense excloure Granada. Davant l'augment de mortalitat a causa de la pesta, el poble de Granada va a anar a pregar davant del Santíssim Crist de Sant Agustí, traient-lo en processó pels carrers demanant que s'aturés l'epidèmia. De forma miraculosa, en pocs dies les conseqüències van remetre. Això va provocar que l'Ajuntament acordés, en agraïment, jurar-li a aquesta imatge una veneració perpètua per part de tots els ciutadans i l'anomena «Sagrat Protector». A la fi del segle xvii la sequera i la llagosta també van afectar els camps i l'economia de Granada, cause per la qual tornen a resar i pregar davant el Sant Crist de Sant Agustí per obtenir novament les seves gràcies divines.

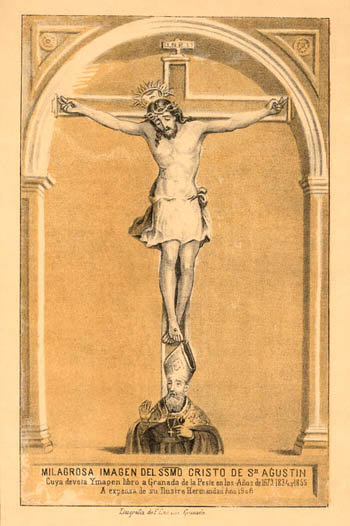
Gravat de 1906, d'autor desconegut, del Santíssim Crist de Sant Agustí